# 11式短距離地対空誘導弾
11式短距離地対空誘導弾（ひとひとしきたんきょりちたいくうゆうどうだん）は、防衛省技術研究本部が開発した短距離防空用地対空ミサイルシステム。陸上自衛隊と航空自衛隊で取得が開始されている。通称は「11短SAM」。
航空自衛隊用は仕様が一部異なり「基地防空用地対空誘導弾（きちぼうくうようちたいくうゆうどうだん）」という名称が付けられている。

## 概要
81式短距離地対空誘導弾の後継となる地対空誘導弾システムである。
開発は、1999年（平成11年度）から2002年（平成14年度）まで技術研究本部で行われた「将来短距離地対空誘導弾の研究試作」の成果を生かして、平成17年（2005年）度から2009年（平成21年）度に行われた。開発段階では「短SAM(改II)」と呼称されていたが、2011年（平成23年）度防衛予算の政府案決定概要で「11式短距離地対空誘導弾」の装備品名称が判明した。
本システムは、いずれも車載式の射撃統制装置と発射装置で構成される。射撃統制装置はアクティブ方式のフェーズドアレイレーダーを装備し、3 1/2tトラックに搭載される。発射装置は四連装で、陸上自衛隊では3 1/2tトラック、航空自衛隊では高機動車に搭載される。射撃統制装置および発射装置を搭載した車両には車体固定用のジャッキが装備されている。また、対空戦闘指揮統制システム又は指揮統制装置とリンクが可能となった。
81式短距離地対空誘導弾からの改良点は、発射方式がキャニスター発射方式に改められ、整備性・取扱性が改善されていることと、性能向上により超音速あるいは小型の空対地ミサイルや巡航ミサイルにも対処可能になっていることである。誘導方式は2種類あった81式短距離地対空誘導弾と違いアクティブ・レーダー・ホーミング方式のみとなっている。

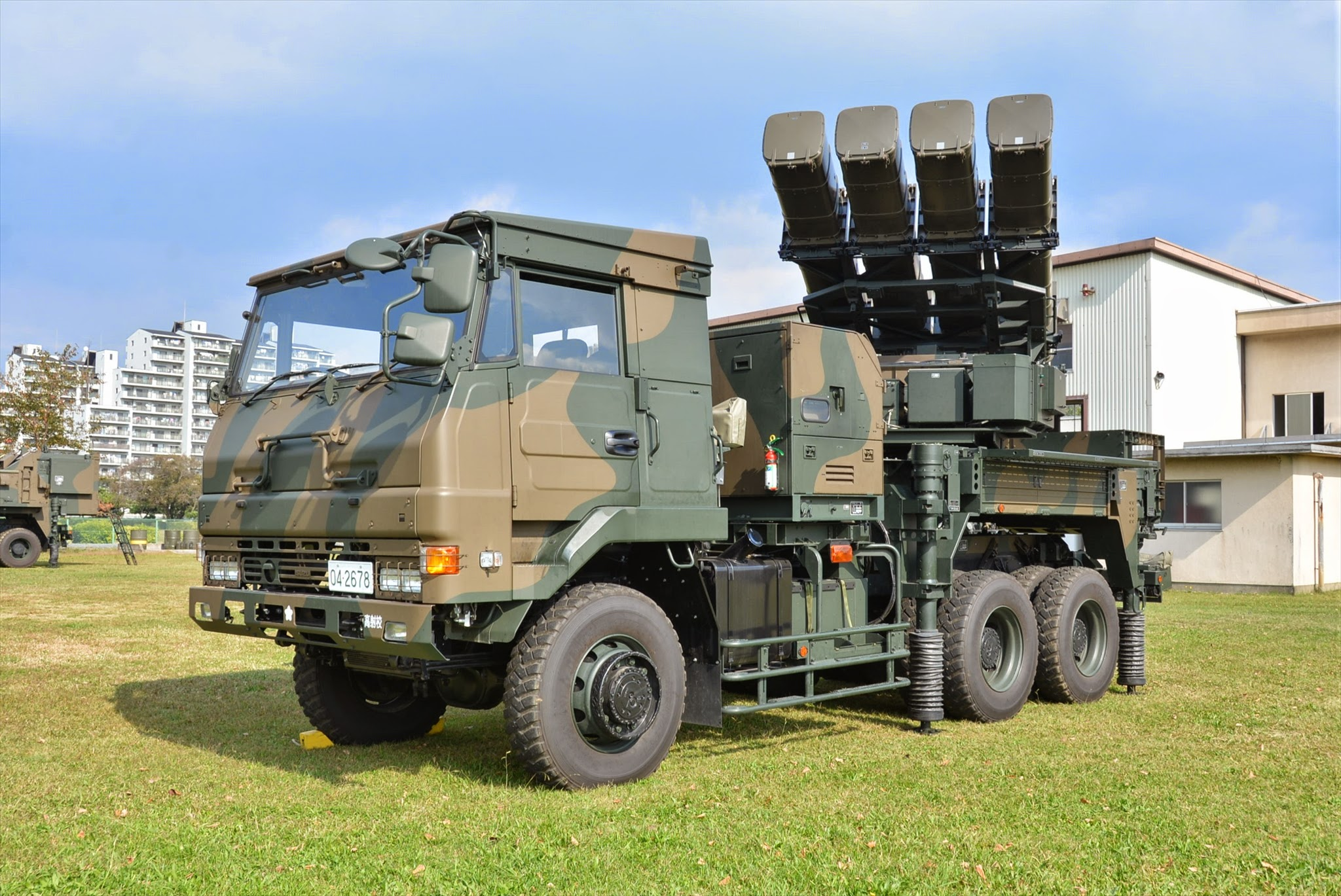
陸上自衛隊の車両
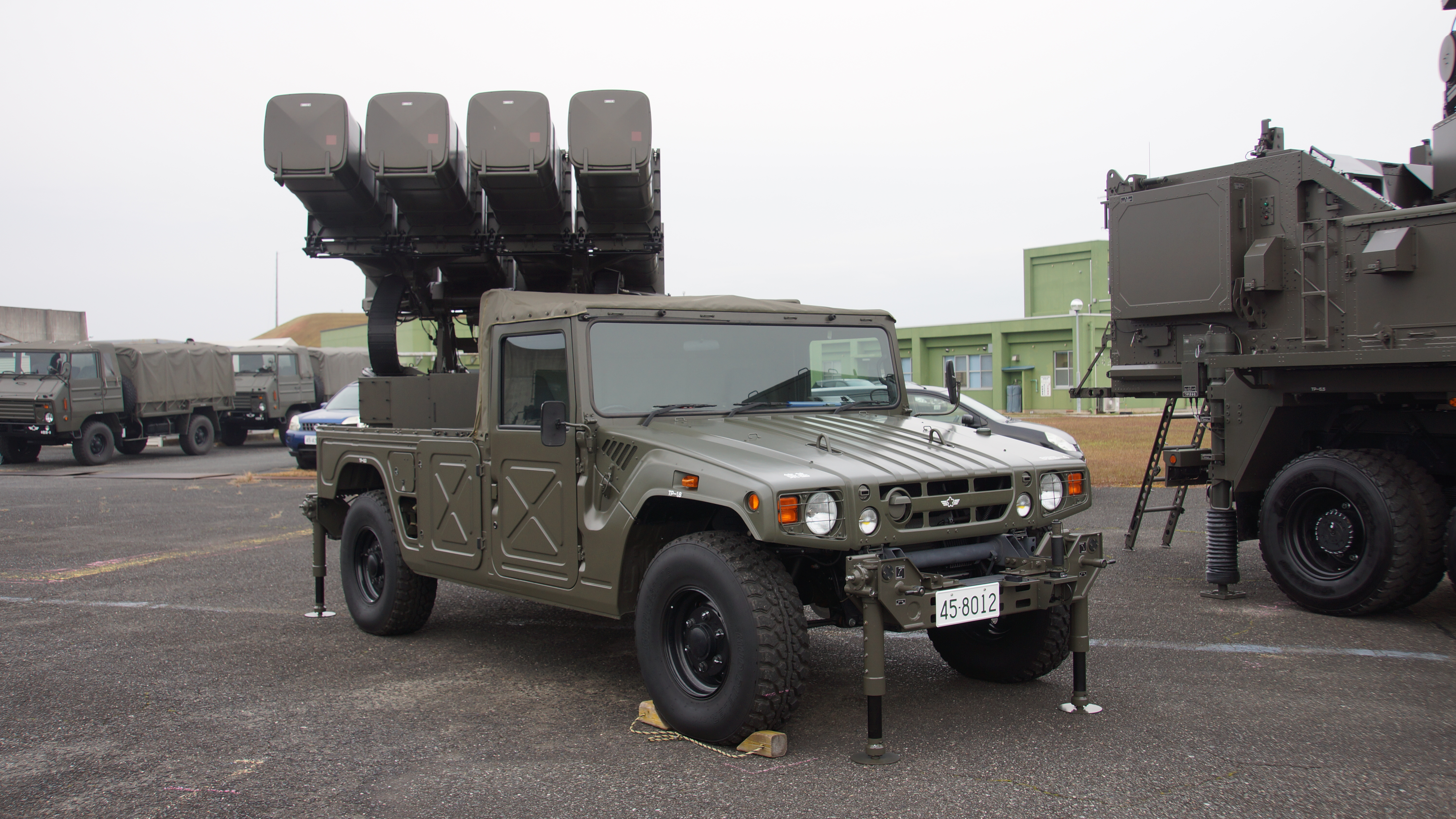
航空自衛隊の車両

## 調達
| 予算計上年度         | 陸上自衛隊 | 予算額 括弧は初度費(外数) | 航空自衛隊 | 予算額 括弧は初度費(外数) |
| -------------------- | ---------- | ------------------------- | ---------- | ------------------------- |
| 平成23年度（2011年） | 3式        | 66億円                    | 1式        | 45億円                    |
| 平成24年度（2012年） | 1+1式      | 48億円(19億円)            | 2+2式      | 58億円                    |
| 平成25年度（2013年） | 0式        | -                         | 0式        | 5億円                     |
| 平成26年度（2014年） | 1式        | 45億円(18億円)            | 0式        | 8億円                     |
| 平成27年度（2015年） | 1式        | 29億円                    | 1式        | 56億円(8億円)             |
| 平成28年度（2016年） | 1式        | 40億円                    | 0式        | -                         |
| 平成29年度（2017年） | 1式        | 43億円                    | 0.5式      | 28億円                    |
| 平成30年度（2018年） | 1式        | 36億円                    | 0式        | -                         |
| 平成31年度（2019年） | 1式        | 47億円                    | 0式        | -                         |
| 令和2年度（2020年）  | 0式        | -                         | 0式        | -                         |
| 合計                 | 11式       | 354億円(37億円)           | 6.5式      | 200億円(8億円)            |

## 配備部隊・機関

### 陸上自衛隊

#### 配備史
- 2014年（平成26年）：高射教導隊に11式短距離地対空誘導弾を装備。
- 2014年（平成26年）3月26日：11式短距離地対空誘導弾を装備する第15高射特科連隊第4高射中隊を新編。
- 2017年（平成29年）2月：第8高射特科大隊に11式短距離地対空誘導弾の1号機を導入｡
- 2018年（平成30年）3月27日：

1. 第8高射特科大隊に11式短距離地対空誘導弾を装備する高射中隊を新編。
2. 第14高射特科中隊を増強改編し、11式短距離地対空誘導弾を装備する第14高射特科隊を新編。

- 2019年（平成31年）3月26日：11式短距離地対空誘導弾を装備する第6高射特科大隊高射中隊を新編。
- 2022年（令和04年）6月：第6高射特科大隊が新規導入の11式短距離地対空誘導弾の安全祈願を行う。

#### 一覧表
陸上自衛隊高射学校
- 高射教導隊

東北方面隊
- 第6師団
  - 第6高射特科大隊（高射中隊）

中部方面隊
- 第14旅団
  - 第14高射特科隊（短SAM小隊）

西部方面隊
- 第8師団
  - 第8高射特科大隊（高射中隊）
- 第15旅団
  - 第15高射特科連隊（第4高射中隊）

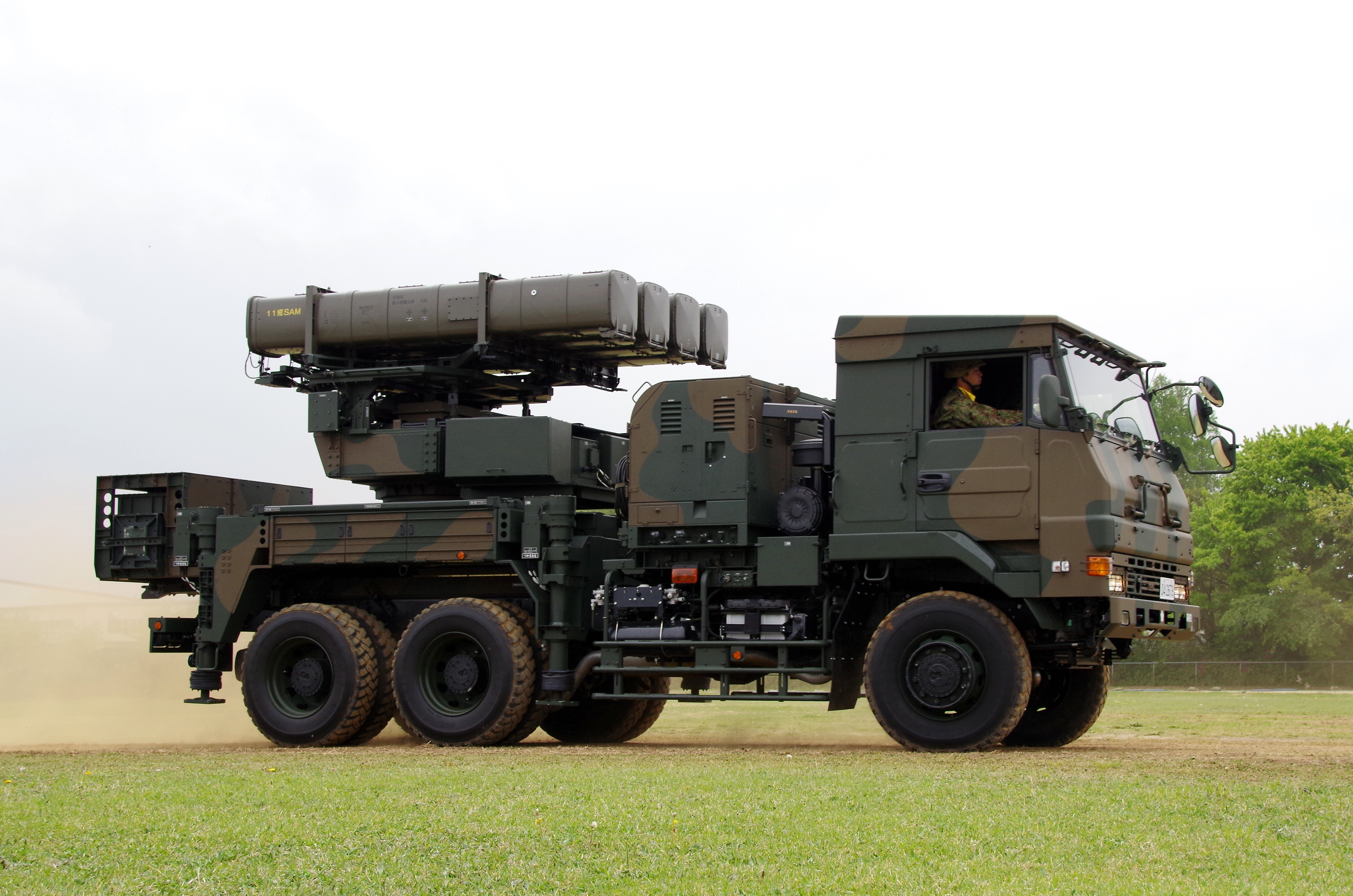
発射装置-搭載車両
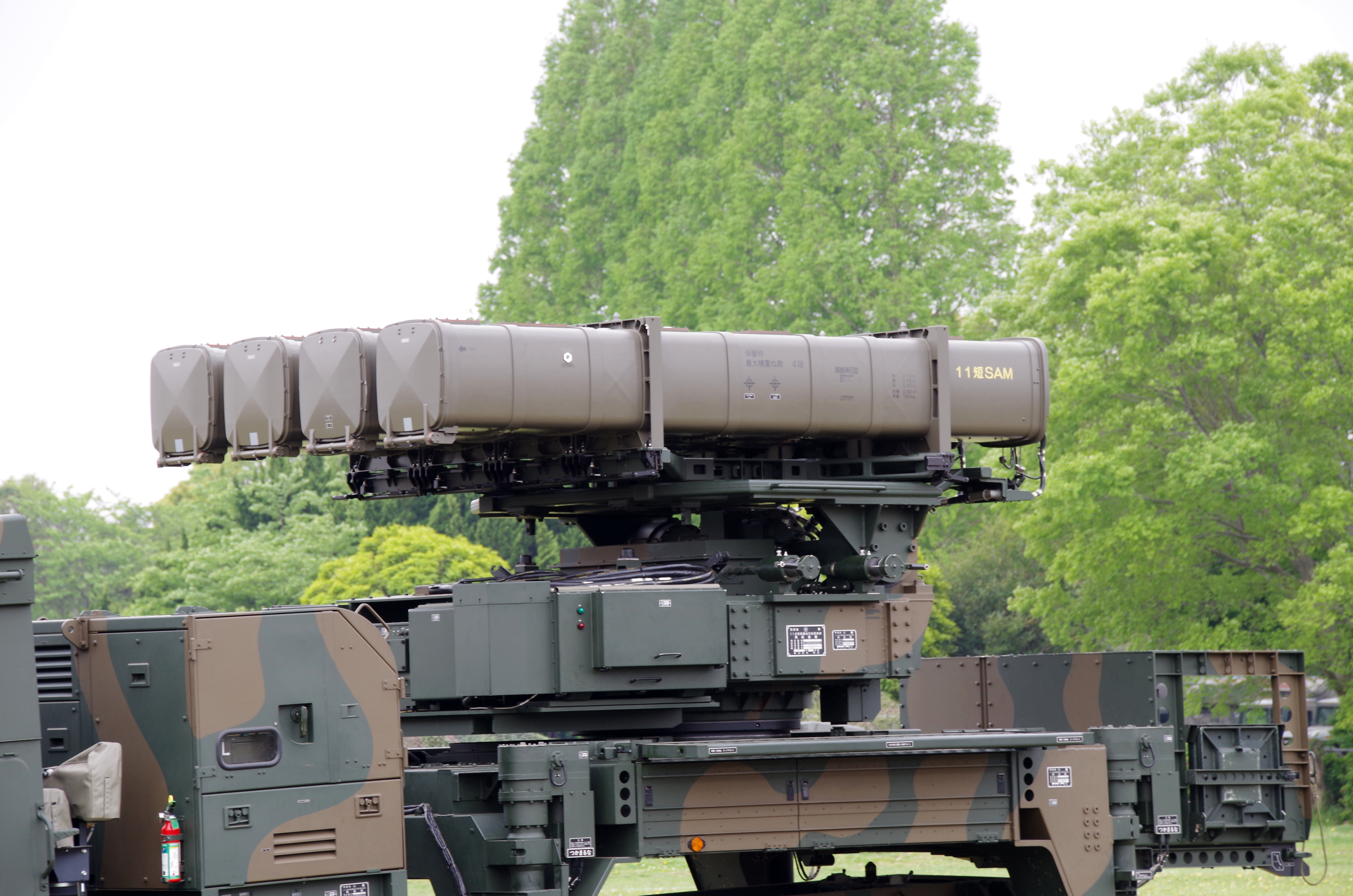
発射装置-ランチャー部
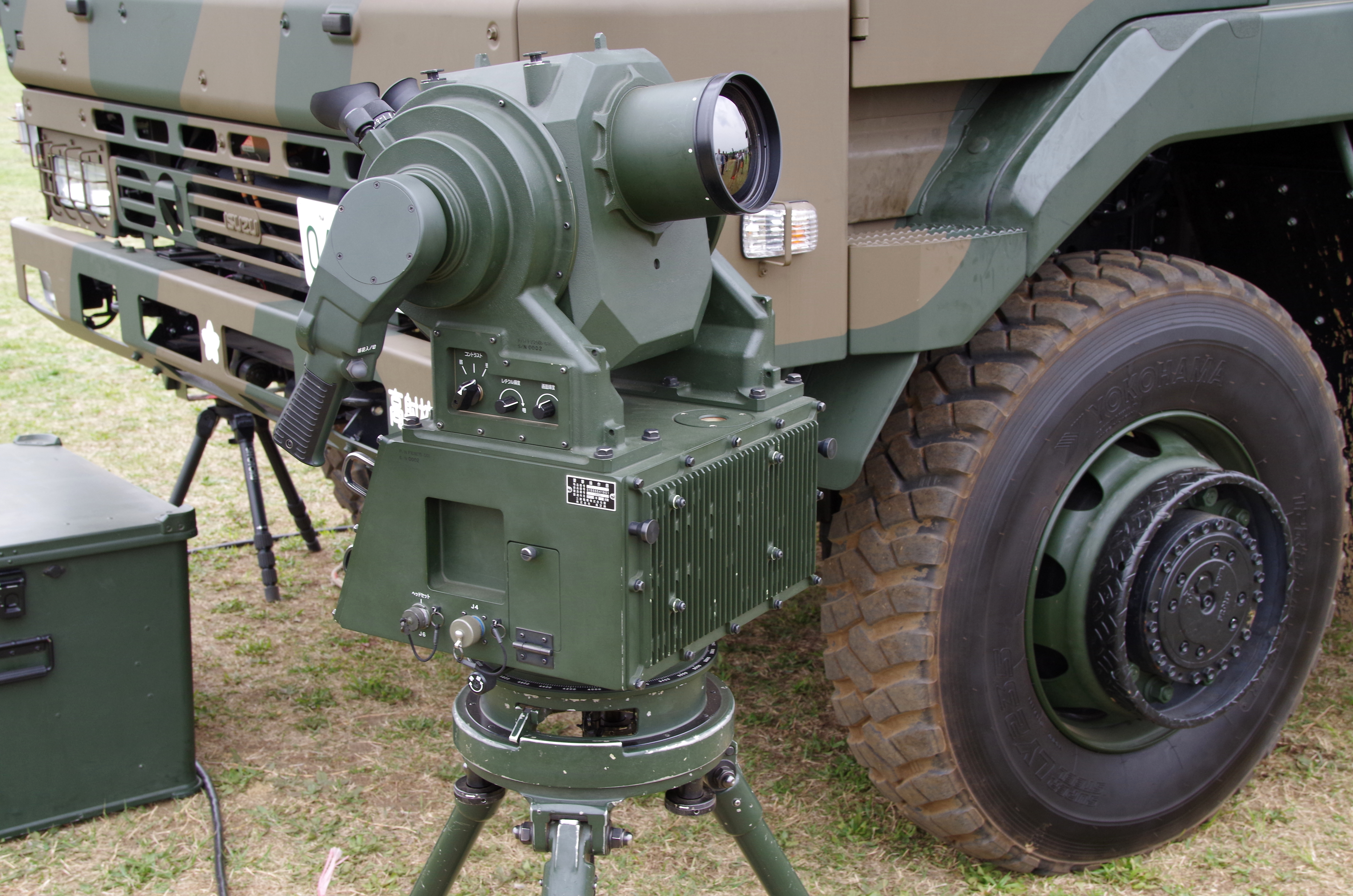
発射装置-付属の外部目視照準器
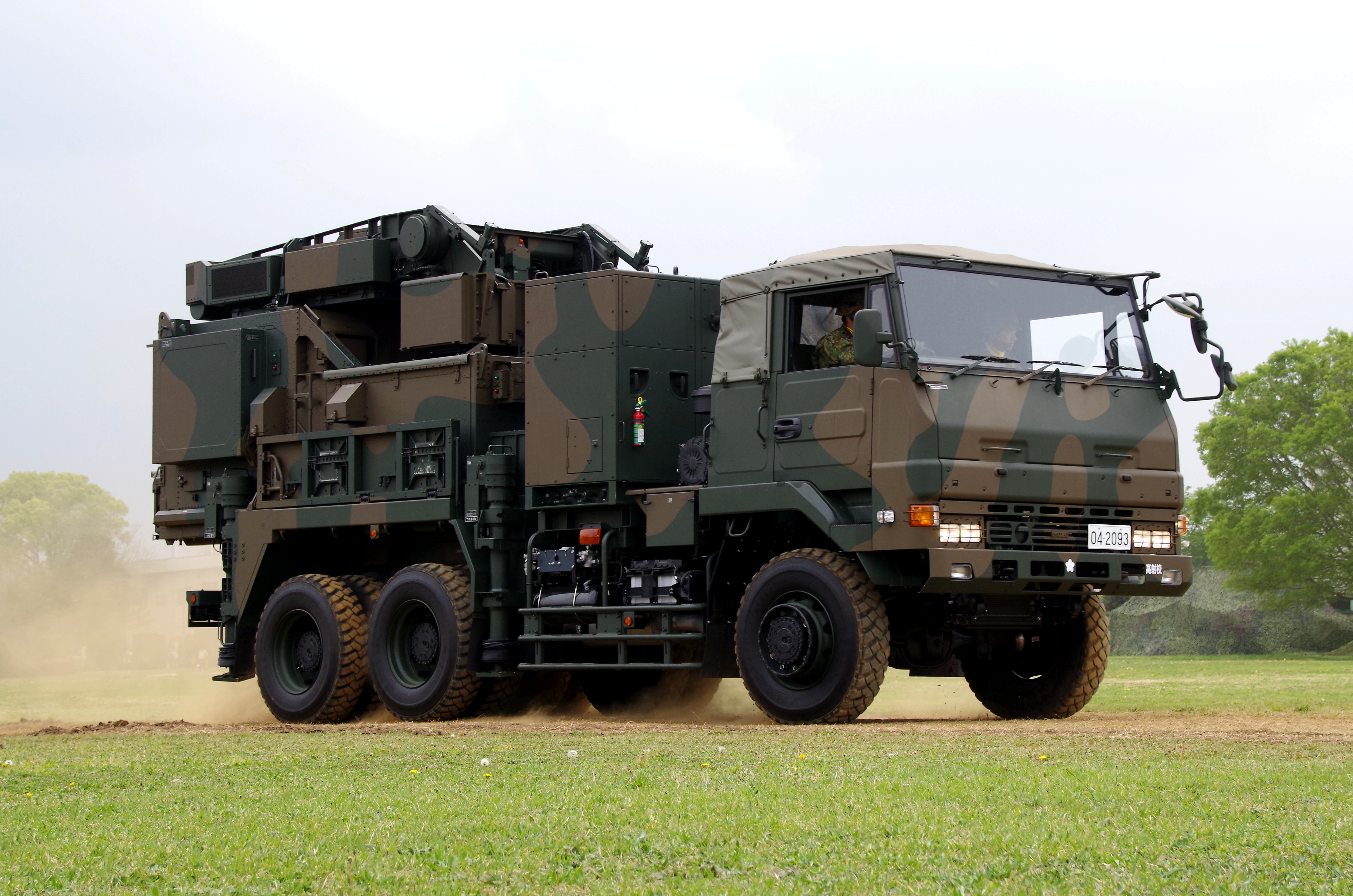
射撃統制装置-搭載車両
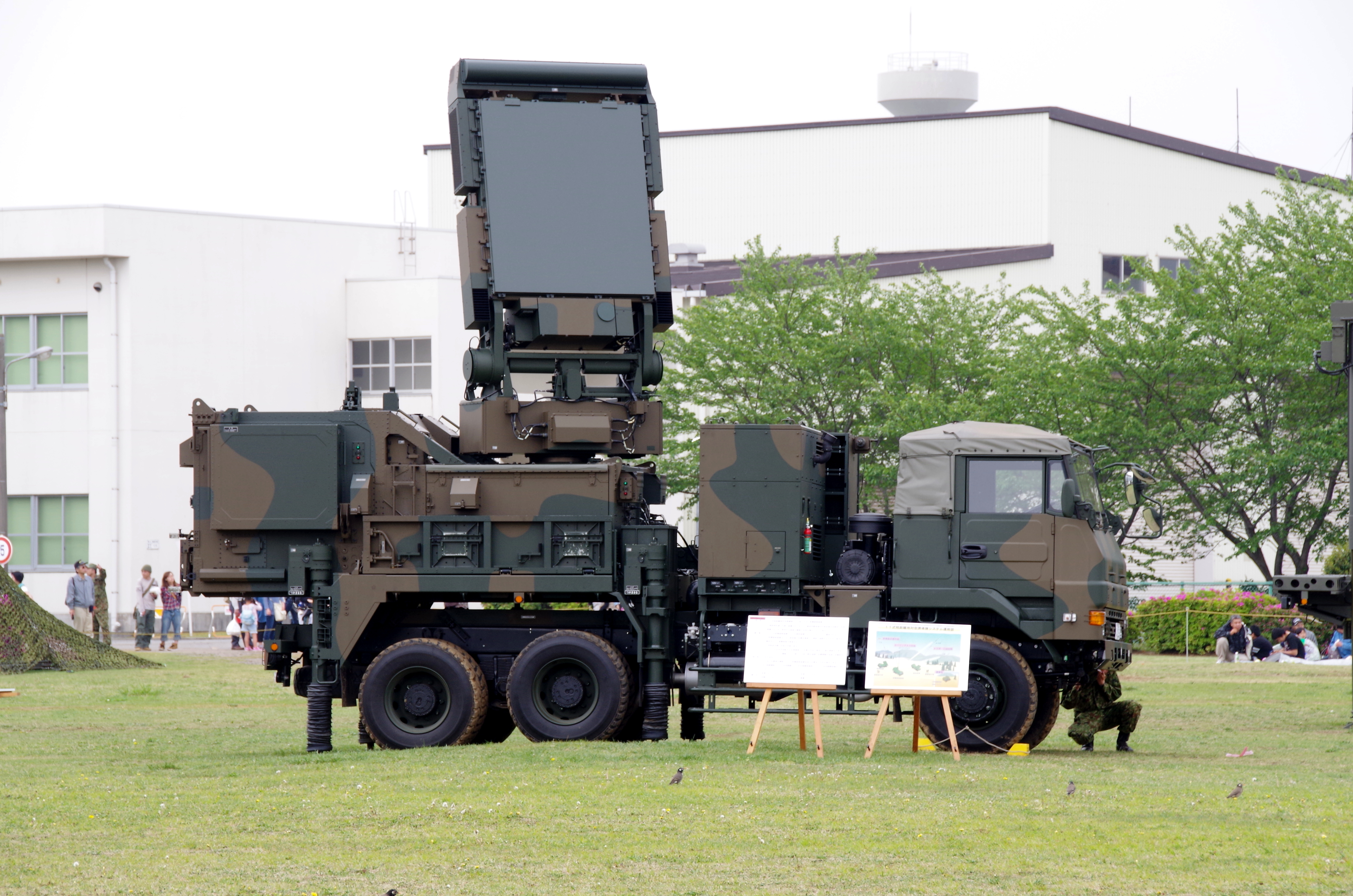
射撃統制装置-レーダー展開

### 航空自衛隊
主として、第1航空団を除く各航空団隷下の基地業務群に編成されている「基地防空隊」に配備される。
- 航空総隊
  - 北部航空方面隊
    - 第2航空団（基地業務群-第2基地防空隊）
    - 第3航空団（基地業務群-第3基地防空隊）

  - 中部航空方面隊
    - 第6航空団（基地業務群-第6基地防空隊）
    - 第7航空団（基地業務群-第7基地防空隊）

  - 西部航空方面隊
    - 第5航空団 （基地業務群-第5基地防空隊）
    - 第8航空団 （基地業務群-第8基地防空隊）

  - 南西航空方面隊
    - 第9航空団 （基地業務群-第9基地防空隊）

  - 航空戦術教導団
    - 高射教導群（基地防空教導隊）
- 航空教育集団
  - 航空自衛隊第1術科学校
  - 第4航空団（基地業務群-第4基地防空隊）

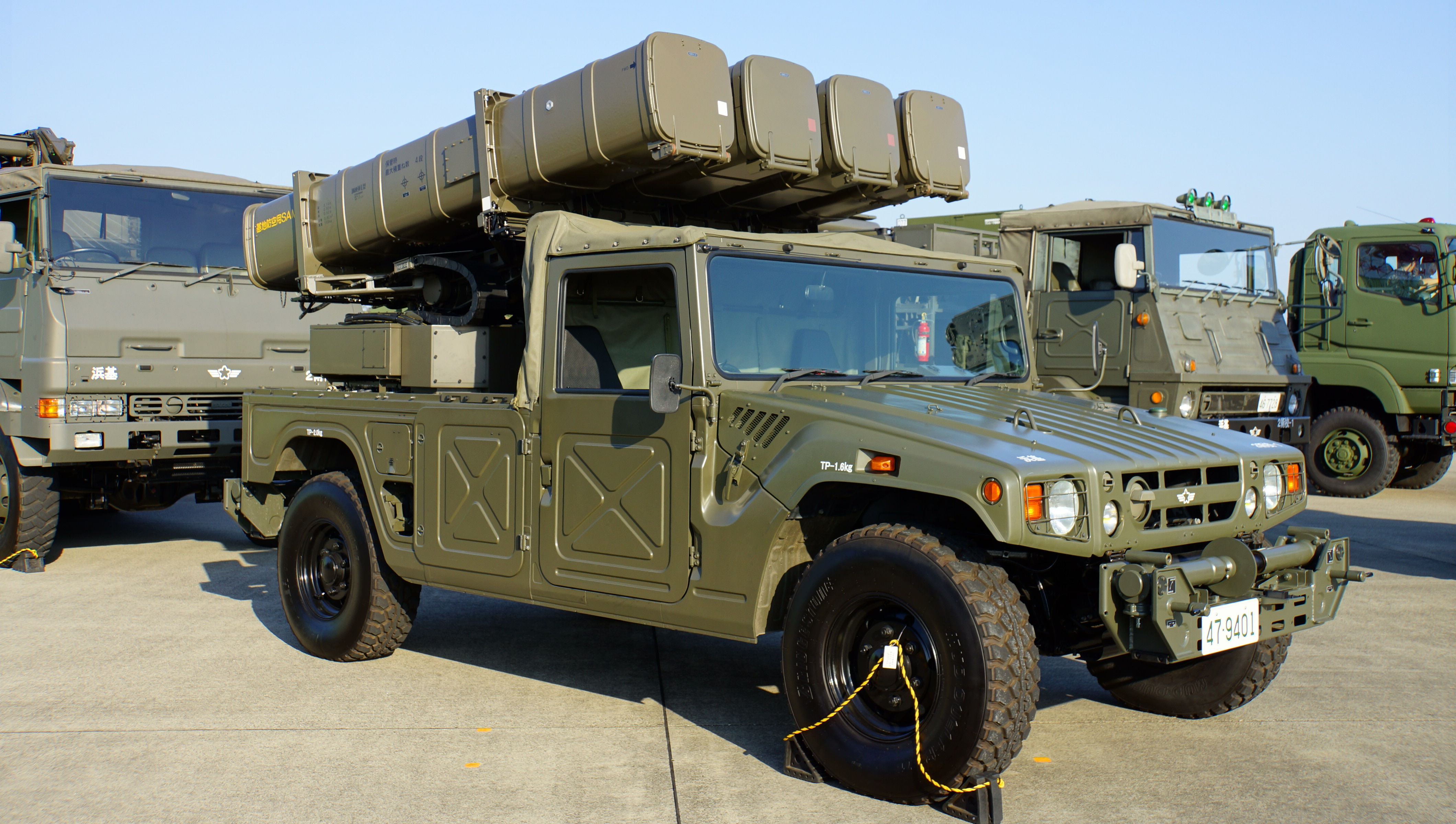
発射装置-搭載車両
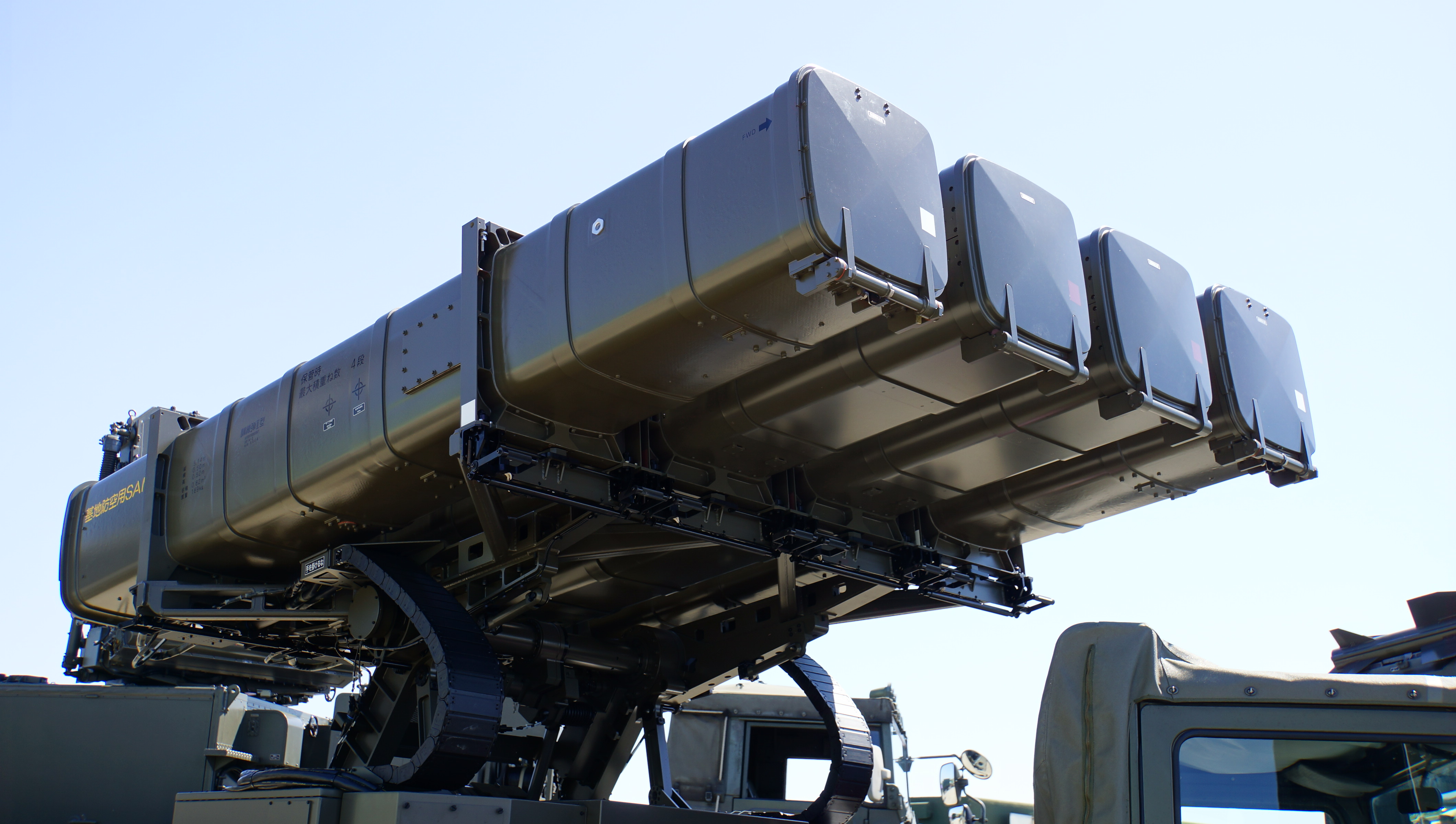
発射装置-ランチャー部
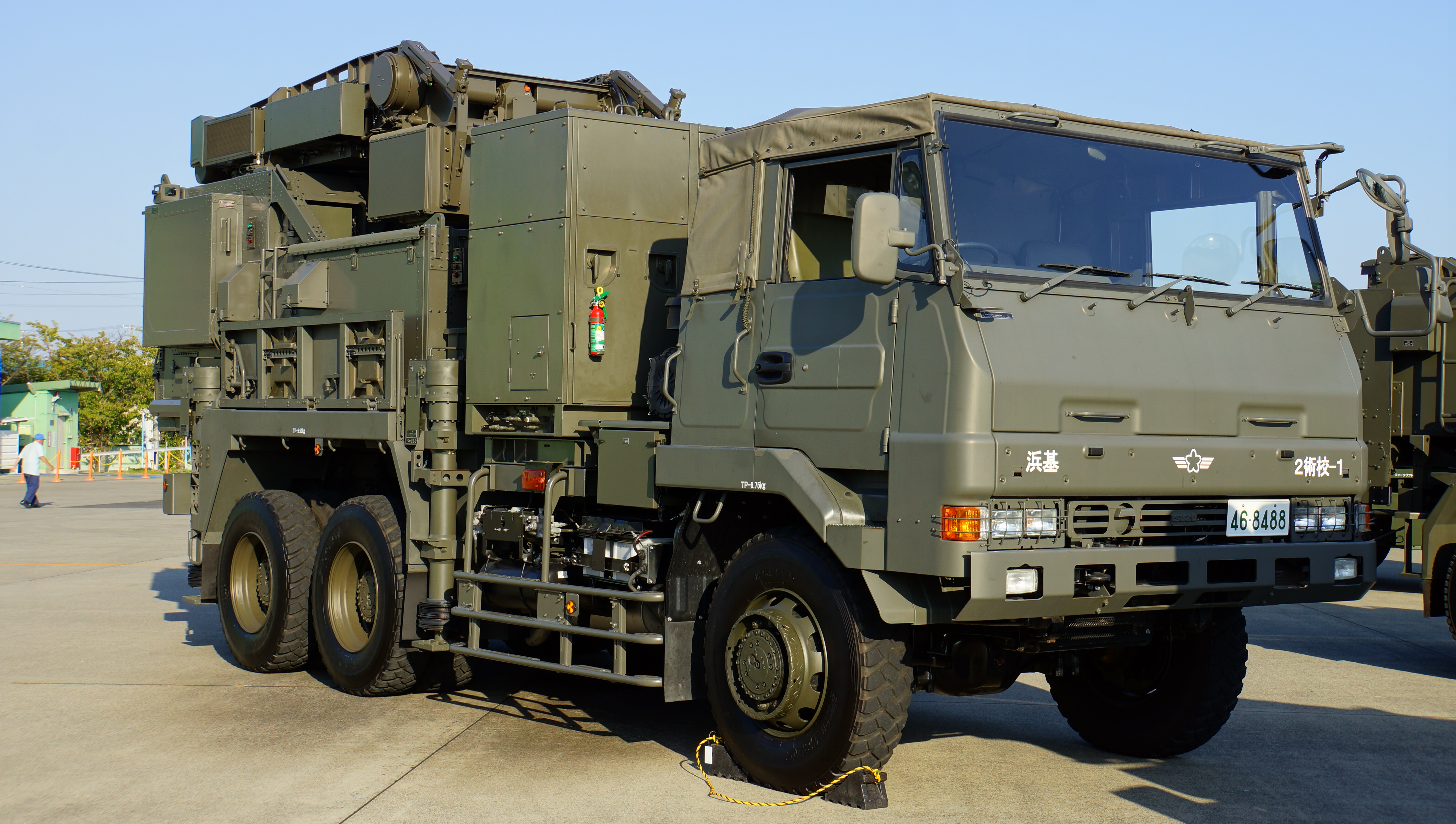
射撃統制装置-搭載車両
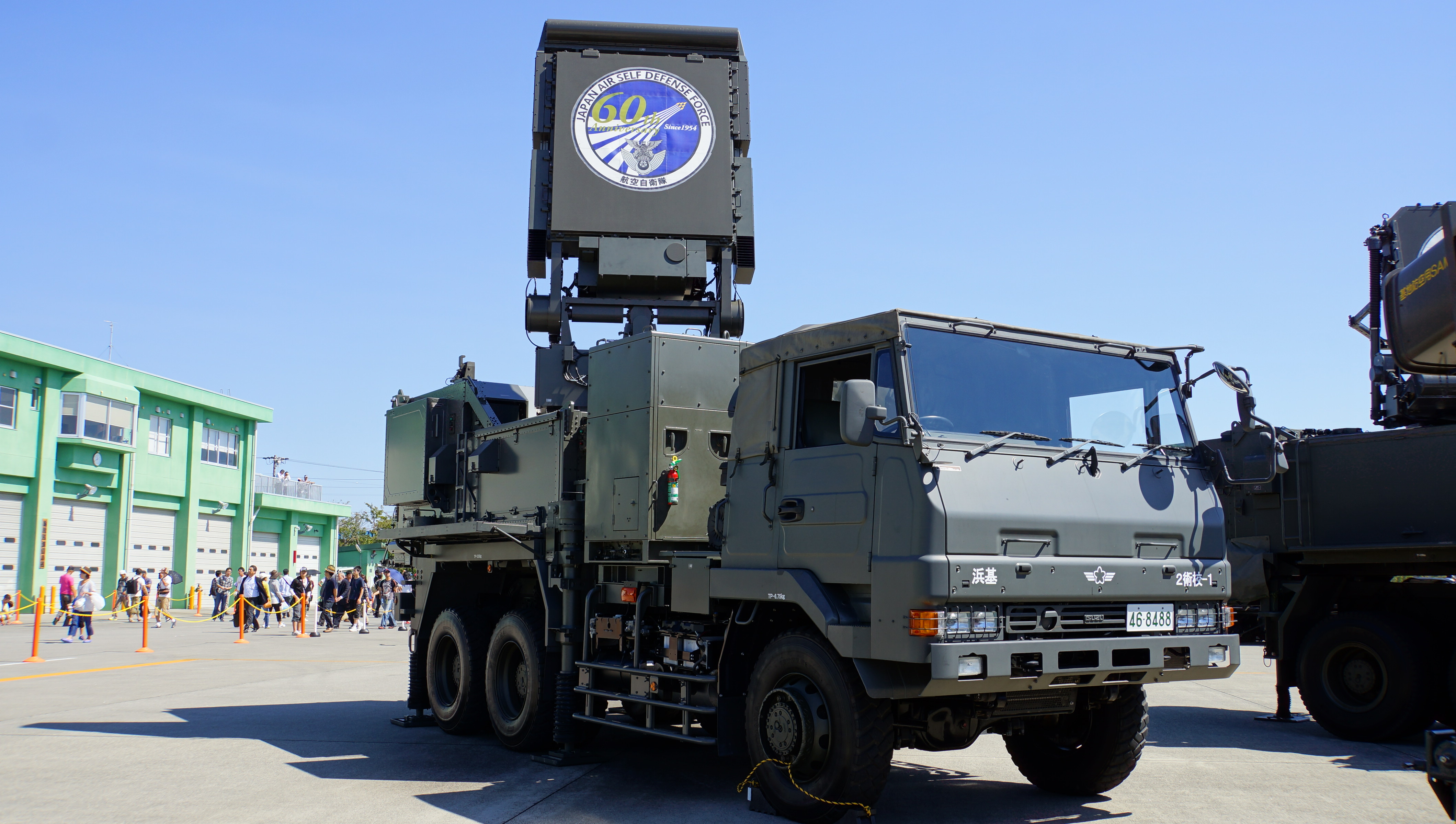
射撃統制装置-レーダー展開

## 後継システム
2022年（令和4年）度より、後継システムとなる航空自衛隊向けの基地防空用地対空誘導弾（改）と陸上自衛隊向けの新近距離地対空誘導弾を開発し、93式近距離地対空誘導弾をも代替する予定である。開発期間は2022年（令和4年）度から2026年（令和8年）度までで総額54億円である。量的優位を持つ敵方のミサイルなどへの対処能力を向上させるために、小型・低熱源目標抽出技術を確立したうえで、同時多数攻撃対処能力の向上、超低空飛行巡航ミサイルや精密誘導弾や中型UAVへの対処能力の向上、原子力発電所や石油備蓄所などの重要施設防護に資するように空輸による戦略機動性や自立機動性の向上などが図られ、ファミリー化をすることにより誘導弾などのコストも低減させる。